# Paral·lel 12° nord
El Paral·lel 12° nord és un cercle de latitud que és 12 graus nord del pla equatorial de la Terra. Travessa Àfrica, l'oceà Índic, Àsia meridional, Àsia Sud-oriental, l'oceà Pacífic, Amèrica Central, Amèrica del Sud i l'oceà Atlàntic.

## Dimensions
En el sistema geodèsic WGS84, al nivell de 12° de latitud nord, un grau de longitud equival a 108,903 kilòmetres; la longitud total del paral·lel és de 39.205 kilòmetres, que és aproximadament el 97.8 % de la de l'equador, del que està a uns 1.327 km, així com a 8.675 kilòmetres del pol Nord.
Com tots els altres paral·lels a part de l'equador, el paral·lel 12° nord no és pas un cercle màxim i no és la distància més curta entre dos punts, fins i tot si són situats a la mateixa latitud. Per exemple, seguint el paral·lel, la distància recorreguda entre dos punts de longitud oposada és 19.602 kilòmetres; després d'un cercle màxim (que passa pel Pol Nord), només és de 17.350 kilòmetres.

## Durada del dia
En aquesta latitud, el sol és visible durant 12 hores i 50 minuts a l'estiu, i 11 hores i 25 minuts en solstici d'hivern.

## Al voltant del món
A partir del Primer meridià i cap a l'est, el paral·lel 12° nord passa per:
| Coordenades                               | País, territori o mar     | Notes |
| ----------------------------------------- | ------------------------- | --- |
| 12° 0′ N, 0° 0′ E / 12.000°N,0.000°E      | Burkina Faso              | |
| 12° 0′ N, 2° 19′ E / 12.000°N,2.317°E     | Níger                     | per uns 15 km |
| 12° 0′ N, 2° 28′ E / 12.000°N,2.467°E     | Benín                     | |
| 12° 0′ N, 3° 15′ E / 12.000°N,3.250°E     | Níger                     | |
| 12° 0′ N, 3° 40′ E / 12.000°N,3.667°E     | Nigèria                   | |
| 12° 0′ N, 14° 38′ E / 12.000°N,14.633°E   | Camerun                   | |
| 12° 0′ N, 15° 5′ E / 12.000°N,15.083°E    | Txad                      | Passa just al sud de N'Djamena |
| 12° 0′ N, 22° 37′ E / 12.000°N,22.617°E   | Sudan                     | |
| 11° 0′ N, 32° 45′ E / 11.000°N,32.750°E   | Sudan del Sud             | |
| 11° 0′ N, 33° 13′ E / 11.000°N,33.217°E   | Sudan                     | |
| 12° 0′ N, 35° 18′ E / 12.000°N,35.300°E   | Etiòpia                   | Passa a través del llac Tana |
| 12° 0′ N, 42° 5′ E / 12.000°N,42.083°E    | Djibouti                  | |
| 12° 0′ N, 43° 23′ E / 12.000°N,43.383°E   | Oceà Índic                | Golf d'Aden - passa just al nord del punt més septentrional de Somàlia · Mar d'Aràbia - Passa just al sud de l'arxipèlag de Socotra, Iemen |
| 12° 0′ N, 75° 15′ E / 12.000°N,75.250°E   | Índia                     | Kerala Karnataka Tamil Nadu Puducherry - per uns 4 km Tamil Nadu |
| 12° 0′ N, 79° 51′ E / 12.000°N,79.850°E   | Oceà Índic                | Golf de Bengala |
| 12° 0′ N, 92° 37′ E / 12.000°N,92.617°E   | Índia                     | Illes Andaman i Nicobar - Illa Andaman del Sud i illa Havelock |
| 12° 0′ N, 93° 1′ E / 12.000°N,93.017°E    | Oceà Índic                | Mar d'Andaman |
| 12° 0′ N, 97° 44′ E / 12.000°N,97.733°E   | Myanmar (Birmània)        | Arxipèlag de Mergui i terra ferma |
| 12° 0′ N, 99° 35′ E / 12.000°N,99.583°E   | Tailàndia                 | Prachuap Khiri Khan (província) |
| 12° 0′ N, 99° 52′ E / 12.000°N,99.867°E   | Golf de Tailàndia         | |
| 12° 0′ N, 102° 18′ E / 12.000°N,102.300°E | Tailàndia                 | Illa de Ko Chang |
| 12° 0′ N, 102° 25′ E / 12.000°N,102.417°E | Golf de Tailàndia         | |
| 12° 0′ N, 102° 46′ E / 12.000°N,102.767°E | Tailàndia                 | Província de Trat - per uns 1 km |
| 12° 0′ N, 102° 47′ E / 12.000°N,102.783°E | Cambodja                  | |
| 12° 0′ N, 106° 45′ E / 12.000°N,106.750°E | Vietnam                   | |
| 12° 0′ N, 109° 14′ E / 12.000°N,109.233°E | Mar de la Xina Meridional | passa just al nord de l'Illa de Culion, Filipines |
| 12° 0′ N, 120° 1′ E / 12.000°N,120.017°E  | Filipines                 | Illa de Busuanga |
| 12° 0′ N, 120° 20′ E / 12.000°N,120.333°E | Mar de Sulu               | |
| 12° 0′ N, 121° 22′ E / 12.000°N,121.367°E | Filipines                 | Illa de Semirara |
| 12° 0′ N, 121° 24′ E / 12.000°N,121.400°E | Mar de Sulu               | passa just al nord de l'illa de Molocamboc, Filipines · passa just al nord de l'illa de Borocay, Filipines |
| 12° 0′ N, 121° 55′ E / 12.000°N,121.917°E | Mar de Sibuyan            | |
| 12° 0′ N, 123° 11′ E / 12.000°N,123.183°E | Filipines                 | Masbate |
| 12° 0′ N, 123° 15′ E / 12.000°N,123.250°E | Mar de Visayan            | Golf d'Asid |
| 12° 0′ N, 123° 43′ E / 12.000°N,123.717°E | Filipines                 | Illa Masbate |
| 12° 0′ N, 124° 2′ E / 12.000°N,124.033°E  | Mar de Samar              | Passa just al sud de l'illa de Tagapul-an, Filipines · passa just al nord de l'illa d'Almagro, Filipines · passa just al nord de l'illa de Camandag, Filipines |
| 12° 0′ N, 124° 41′ E / 12.000°N,124.683°E | Filipines                 | Samar |
| 12° 0′ N, 125° 28′ E / 12.000°N,125.467°E | Oceà Pacífic              | passa just al nord de l'atol Enewetak, Illes Marshall · passa just al nord de l'atol de Bikini, Illes Marshall · Passa just al sud de l'atol Bikar, Illes Marshall |
| 12° 0′ N, 86° 41′ O / 12.000°N,86.683°O   | Nicaragua                 | Passa a través del llac Nicaragua |
| 12° 0′ N, 83° 46′ O / 12.000°N,83.767°O   | Mar Carib                 | Passa just al sud de les Islas del Maíz, Nicaragua · Passa just al sud dels cayos de Albuquerque, Colòmbia |
| 12° 0′ N, 72° 11′ O / 12.000°N,72.183°O   | Colòmbia                  | Guajira Peninsula |
| 12° 0′ N, 71° 9′ O / 12.000°N,71.150°O    | Mar Carib                 | Golf de Veneçuela |
| 12° 0′ N, 70° 15′ O / 12.000°N,70.250°O   | Veneçuela                 | Península de Paraguaná |
| 12° 0′ N, 69° 49′ O / 12.000°N,69.817°O   | Mar Carib                 | PPassa entre les illes de Curaçao i Klein Curaçao, Curaçao · Passa just al sud de l'illa de Bonaire, Països Baixos · passa just al nord de l'arxipèlag de Las Aves, Veneçuela · passa just al nord de l'arxipèlag de Los Roques, Veneçuela · passa just al nord de l'illa La Orchila, Veneçuela · passa just al nord de l'illa Blanquilla, Veneçuela |
| 12° 0′ N, 61° 48′ O / 12.000°N,61.800°O   | Grenada                   | |
| 12° 0′ N, 61° 42′ O / 12.000°N,61.700°O   | Oceà Atlàntic             | |
| 12° 0′ N, 16° 20′ O / 12.000°N,16.333°O   | Guinea Bissau             | |
| 12° 0′ N, 13° 42′ O / 12.000°N,13.700°O   | Guinea                    | |
| 12° 0′ N, 11° 16′ O / 12.000°N,11.267°O   | Mali                      | per uns 3 km |
| 12° 0′ N, 11° 14′ O / 12.000°N,11.233°O   | Guinea                    | |
| 12° 0′ N, 10° 46′ O / 12.000°N,10.767°O   | Mali                      | |
| 12° 0′ N, 10° 34′ O / 12.000°N,10.567°O   | Guinea                    | |
| 12° 0′ N, 8° 48′ O / 12.000°N,8.800°O     | Mali                      | |
| 12° 0′ N, 4° 55′ O / 12.000°N,4.917°O     | Burkina Faso              | |
| 12° 0′ N, 4° 45′ O / 12.000°N,4.750°O     | Mali                      | per uns 1 km |
| 12° 0′ N, 4° 44′ O / 12.000°N,4.733°O     | Burkina Faso              | |